# Labyrinth: The Computer Game
Labyrinth: The Computer Game est un jeu vidéo d’aventure développé par Lucasfilm Games et publié par Activision sur Apple II, Commodore 64, Commodore 128 et MSX en 1986. Le jeu s’inspire du film Labyrinthe, réalisé par Jim Henson en 1986, mais propose un scénario différent. Le joueur y incarne un personnage qui doit résoudre des énigmes et éviter des dangers pour progresser dans un labyrinthe afin de retrouver et de détruire Jareth, le principal antagoniste du jeu, dans un délai de treize heures. Contrairement à la plupart des jeux d’aventure de l’époque, le joueur ne contrôle pas son personnage par l’intermédiaire d’une interface en ligne de commande.
Ainsi, au lieu de taper des commandes, le joueur les sélectionne grâce à deux menus déroulant.
Labyrinth est le premier jeu d’aventure développé par le studio. La conception du jeu est supervisée par David Fox, qui a notamment imaginé son interface afin que joueur n’ait pas besoin de deviner la commande à utiliser pour réaliser une action. Au début du développement, l’équipe collabore avec l’auteur Douglas Adams pendant une semaine de brainstorming et de nombreuses idées proposées par ce dernier sont utilisées dans le jeu. À sa sortie, le jeu est bien reçu par la presse spécialisée et il connait aux États-Unis un succès commercial qui dépasse celui du film dont il est tiré. Son interface innovante préfigure le moteur SCUMM, développé pour Maniac Mansion, qui est ensuite réutilisé dans de nombreux jeux d’aventure développé par le studio.

## Système de jeu
Labyrinth: The Computer Game est un jeu d’aventure graphique en deux dimensions librement adapté du film Labyrinthe publié en 1986. Le joueur y contrôle un personnage évoluant dans un labyrinthe et doit résoudre des énigmes et éviter des dangers pour progresser dans le jeu. Son scénario est différent de celui du film dont il s’inspire,. De nombreux événements et personnages du jeu sont en revanche tirés du film,. Au début du jeu, le joueur choisi le nom, le sexe et la couleur préférée de son personnage, ces deux dernières caractéristiques déterminant l’apparence du héros,. Lors d’une courte séquence de fiction interactive, le joueur pénètre dans un cinéma afin de regarder le film Labyrinthe, puis l’affichage bascule ensuite en mode graphique. Jareth, le principal antagoniste du jeu, apparait alors sur l’écran de projection avant de transporter le héros dans un labyrinthe,. L’objectif du joueur est de localiser et de détruire Jareth en moins de treize heures sous peine d’être enfermé dans le labyrinthe pour l’éternité,. En explorant ce dernier, le joueur traverse une série de couloirs en vue à défilement horizontal qui contiennent entre autres des portes et des ennemis. Un radar affiché à l’écran permet au joueur de voir une mini-map de chaque couloir qui indique la position des portes, des objets et des personnages qui s’y trouvent,. Contrairement à la plupart des jeux d’aventure de l’époque, le joueur ne contrôle pas son personnage par l’intermédiaire d’une interface en ligne de commande. Ainsi, au lieu de taper des commandes, le joueur les sélectionne par l’intermédiaire de deux menus déroulant, un pour les verbes et un pour les noms,,. Le joueur peut par exemple sélectionner le verbe « féliciter » dans un menu et le nom « Jareth » dans un autre pour féliciter Jareth. En fonction des objets que possède le personnage et de l’endroit où il se trouve, les verbes et les noms proposés sont différents.

## Développement
Le développement de Labyrinth: The Computer Game débute en 1985 à la demande de George Lucas qui souhaite réaliser un jeu vidéo adapté du film Labyrinthe de Jim Henson alors produit par Lucasfilm,. Comme souvent à l’époque au sein de Lucasfilm Games, George Lucas n’intervient que très peu dans le processus de développement. Labyrinth est la première adaptation développée par le studio, leurs précédents titres comme Rescue on Fractalus! et The Eidolon étant des œuvres originales. Bien que les développeurs ne soient pas contraint de se baser sur les évènements et les personnages du film, ils se sentent tout de même obligé de respecter l’œuvre originale,. Considérant que Labyrinthe est un film d'aventure, ils décident de faire de cette adaptation un jeu d'aventure. L’idée que le jeu soit basé sur une interface en ligne de commande, comme la plupart des jeux du genre de l’époque, ne plait cependant pas à David Fox qui décide donc de la remplacer par un menu proposant une liste limitée de commandes. Le joueur n’a ainsi pas besoin de deviner la commande à utiliser pour réaliser une action, ce qui d’après lui permet de rationaliser le gameplay sans pour autant restreindre la liberté du joueur. L’aspect visuel du jeu est partagé avec celui d’Habitat, un jeu de rôle massivement multijoueur alors développé par le studio,.
Après avoir assisté à une projection d’un premier montage du film, l’équipe de développement est envoyée par Lucasfilm à Londres pendant une semaine pour une séance de brainstorming avec Douglas Adams, l’auteur de The Hitchhiker's Guide to the Galaxy,. Ce dernier a en effet précédemment travaillé avec Infocom pour l’adaptation en jeu vidéo de son livre. Christopher Cerf, un ami du réalisateur Jim Henson, et Brenda Laurel d’Activision (l’éditeur du jeu) sont également présents à ces réunions. Les développeurs ont beaucoup travaillé avec Adams pendant ces séances. Ainsi, d’après Laurel, Adams s’est montré particulièrement créatif en proposant de nombreuses idées, dont notamment celle de la séquence d’ouverture du jeu pour laquelle il suggère de faire référence à la transition du noir et blanc à la couleur du film  Le Magicien d'Oz par une transition du mode texte au mode graphique du jeu,. David Fox est chargé de prendre note des idées proposées lors de ces réunions. Bien qu’il espère au départ pouvoir en tirer un concept, il revient de Londres avec une accumulation d’idée mais sans avoir une idée clair de ce que doit être le jeu. Toutes ces idées ont cependant influencée les développeurs, et de nombreuses suggestions d’Adams sont utilisées,. Rétrospectivement, David Fox juge cependant que la séquence d’ouverture du jeu était une erreur. Il la juge en effet fastidieuse et considère qu’elle a aliéné des fans potentiels
Labyrinth est publié en 1986  sur Commodore 64, Apple II et MSX,.

## Accueil
| Labyrinth: The Computer Game |      |        |
| Média                        | Nat. | Notes  |
| Commodore User               | US   | 5/5    |
| Computer and Video Games     | US   | 8,5/10 |
| Zzap!64                      | US   | 50 %   |

Aux États-Unis, le jeu rencontre à sa sortie un succès commercial plus important que le film dont il s’inspire,. Il est également plutôt bien accueilli par la presse spécialisée. Ainsi, l’auteur du test publié dans Commodore Magazine salue le niveau de détail de ses graphismes et juge que le jeu convient aussi bien aux joueurs débutants, grâce à une interface facile à prendre en main, qu’aux joueurs expérimentés, du fait de sa profondeur et de la complexité de ses énigmes. Le journaliste de Computer Gaming World partage ce constat en décrivant Labyrinth comme un jeu très bien réalisé doté d’une excellente interface. La critique du magazine Commodore User fait également l’éloge des graphismes du jeu, et notamment de ses animations, mais considère en revanche que les menus déroulants de son interface peuvent se révéler « fastidieux » pour les vétérans du genre. De son côté, le journaliste de Computer and Video Games met en avant ses temps de chargement trop long mais conclu tout de même que le jeu est « génial ». Le jeu est en revanche très critiqués par les trois auteurs du test publié dans Zzap!64. Si ces derniers saluent comme leurs confrères son aspect visuel, le journaliste Paul Sumner juge qu’il est trop lent pour un jeu d’action et trop simpliste pour un jeu d’aventure. Un de ses collègues le considère ennuyeux et conclu que le jeu est une vraie déception compte tenu des précédents jeux développés par Lucasfilm Games.

## Postérité
Labyrinth est le premier jeu d’aventure développé par Lucasfilm Games. Le studio devient ensuite un acteur reconnu dans ce domaine qui lui permet d’enchainer les succès commerciaux,. La technologie et les mécanismes de jeu utilisé dans Labyrinth ont fortement influencé ceux de Maniac Mansion dont le moteur de jeu, le SCUMM est ensuite réutiliser dans de nombreux jeux d’aventure du studio,. Son système de menu déroulant permettant de choisir les commandes a notamment pose les bases de l’interface en pointer-et-cliquer de ses successeurs,,. Gary Winnick, un des artistes ayant travaillé sur Labyrinth, a ensuite supervise la production de Maniac Mansion avec Ron Gilbert. De son côté, David Fox a également contribué au développement de Maniac Mansion et a ensuite supervise le développement d’un autre jeu d’aventure du studio, Zak McKracken and the Alien Mindbenders. Rétrospectivement, un journaliste de l’Australian Broadcasting Corporation considère Labyrinth comme un premier essai « solide » qui reste cependant inférieur aux « vrais classiques » plus tard développé par Lucasfilm.